# NGC 5044
NGC 5044 је елиптична галаксија у сазвежђу Девица која се налази на NGC листи објеката дубоког неба.
Деклинација објекта је - 16° 23' 4" а ректасцензија 13h 15m 23,9s. Привидна величина (магнитуда) објекта NGC 5044 износи 10,8 а фотографска магнитуда 11,8. Налази се на удаљености од 34,948 милиона парсека од Сунца. NGC 5044 је још познат и под ознакама MCG -3-34-34, UGCA 341, PGC 46115.